# Clara Passafari

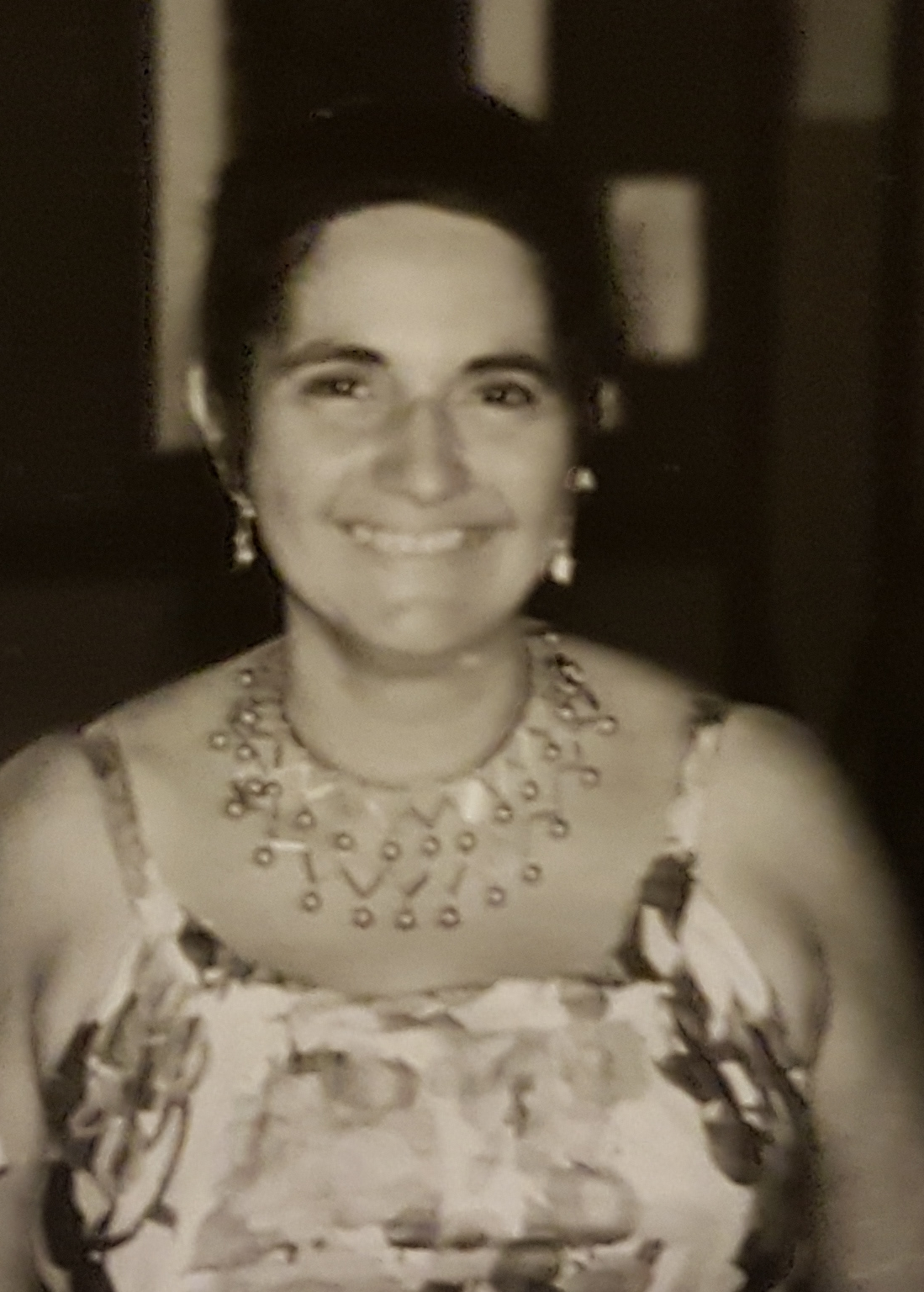
Clara Passafari

Clara Passafari (Buenos Aires, 20 de março de 1930 - Rosario (Argentina), 3 de junho de 1994)
foi uma etnóloga, antropóloga, escritora e poeta argentina. Com seus pais Elizabeth Badolato e Italo Passafari, foi viver desde o início da infância à cidade de Santa Fé.
Cursa o equivalente a seu ensino médio no "Instituto Nossa Senhora do Calvário". E em 1947 obtém o título de "Professora Normal Nacional"; para posteriormente mudar para a cidade de Rosario. Nesta cidade, na "Faculdade de Filosofia e Letras" da Universidade Nacional de Rosario obtém o título de professora de Filosofia e Letras.
Casou com Eduardo Gutiérrez. O casal teve quatro filhos: Clara Mónica (reconhecida jornalista e advogada), Laura Inés, Sergio, e Claudia.
Depois licenciou-se em sociologia e em Literatura argentina, conquistando o título de doutora em Filosofia e Letras. Em 1975, foi nomeada pela Organização dos Estados Americanos - OEA como administradora cultural. Em Rosario, seria delegada por dezenove anos do Fundo Nacional das Artes; e por sete, diretora de Extensão Universitária da Universidade Nacional de Rosario. De 1971 a 1992, foi investigadora full time em Antropologia (culturas de tradição oral e catedrática de investigação em folclore).
Com o pesquisador argentino, Augusto Raúl Cortázar, especializou-se em folclore, continuando seus planos no Fundo Nacional das Artes, onde coordenaria trinta exposições e feiras de artesanatos regionais, nacionais e americanas.
Ministrou cursos no país, América e Europa sobre folclore e educação, animação cultural, política cultural do patrimônio tradicional e ações para reativar a riqueza cultural das comunidades tradicionais.
Foi codiretora da Revista Argentina de Política cultural.
Em 1984, a Fundação Konex, distingue-a como uma das cinco melhores figuras das letras argentinas na disciplina folclore. Por outra parte, em 1989, recebe o prêmio «Reconhecimento -Alicia Moreau de Justo.
Fundado o "Colégio de Graduados em Filosofia e Letras", é designada Secretária de Cultura, função que desempenhou de 1953 a 1986. Renunciou neste último ano, por razões de saúde.
Clara Passafari fundamenta la razón de impulso y prédica en un elevado pensamiento:
«Movilicemos todas nuestras fuerzas para restaurar y sostener la prioridad de la ética en la acción humana, a fin de que la justicia solidaria llegue a todos los habitantes de la tierra».

«Movilicemos todas nuestras fuerzas para restaurar y sostener la prioridad de la ética en la acción humana, a fin de que la justicia solidaria llegue a todos los habitantes de la tierra».

A Fundação Interamericana de Etnomusicología e Folclore -FINIDEF-distingue-a designando-a como sua representante em Rosario.
Faleceu em Rosario (Argentina) em 3 de junho de 1994.

## Algumas publicações[2]
- ----;  Eugenio Castelli. La enseñanza de la literatura en la escuela media, 1963, reedição 1968. Ed. Huemul. Buenos Aires. 158 pp.
- Cambios en la concepción y estructura de la novela mexicana después de 1947 - Universidad Nacional del Litoral, 1967
- Folklore y educación, 1969
- Artesanía y cultura nacional. Recebeu em 1974 uma "menção do Fundo Nacional das Artes", e foi editado em 1975. 164 pp.
- Aspectos tradicionales de la Cultura Isleña, com o Premio Nacional de Ensayo en 1975 por el FNA
- El puente iluminado, (poesías), 1976. Ed. Librería y Editorial Colmegna. Santa Fe, Argentina. 94 pp.
- Folclore para los más chiquitos, 1976
- Proyección artística del folklore, 1979
- De mitos y muerte (poesías). 62 pp.
- Folklore y artesanías en la política cultural del estado,  1980
- El patrimonio folclórico y su aplicación educativa
- Temas de folclore aplicado, 1982. Reeditado pela OEA en 1986
- Animación del patrimonio folclórico e indígena, 1985. 190 pp. ISBN 950-43-0370-6
- Pueblos indios, 1986. 229 pp.
- Folklore musical del litoral. Bailes, canciones, instrumentos. 1989. Ed. Instituto Argentino de Investigaciones de Política Cultural. Buenos Aires. 53 pp. ISBN 950-99366-0-X